# PKP EN 75
De PKP EN 75 is een vierdelig elektrisch treinstel van het type Stadler FLIRT met lagevloerdeel voor het regionaal personenvervoer van de Polskie Koleje Państwowe (PKP). Het acroniem FLIRT staat voor Flinker Leichter Innovativer Regional-Triebzug.

## Geschiedenis
De provincies Silezië en Mazovië hielden in 2005 een openbare aanbesteding voor het regionaal personenvervoer. Door aanpassing van het bestek viel de aanbieding van PESA en Cegielsky af. De aanbiedingen van AnsaldoBreda en Siemens vielen om andere reden af.
Toen bleven er alleen Bombardier en Stadler over waardoor de provincies een nieuwe aanbesteding deden met de eis de treinen binnen 18 maanden te leveren. In april 2006 werd deze aanbesteding door Bombadier gewonnen met treinen van het type Talent. Door fouten in de procedure die door Stadler werden aangevochten werd de opdracht in juni 2006 aan Stadler gegund.
De treinen van het type EN 75 werden in 2006 voor de provincie Silezië besteld.

## Constructie en techniek
Het treinstel is opgebouwd uit een aluminium frame en is uitgerust met luchtvering. Er kunnen tot vier eenheden gekoppeld worden.

## Treindiensten
De treinen van de Polskie Koleje Państwowe (PKP) rijden het regionaal personenvervoer op trajecten in de provincie Silezië.